# Ulrich Pfeil
 (novembre 2022).
Si vous disposez d'ouvrages ou d'articles de référence ou si vous connaissez des sites web de qualité traitant du thème abordé ici, merci de compléter l'article en donnant les références utiles à sa vérifiabilité et en les liant à la section « Notes et références ».
 (novembre 2022).
Il peut être nécessaire de l'améliorer pour respecter le principe de neutralité de point de vue. Veuillez consulter la page de discussion pour plus de détails.

Ulrich Pfeil, né le 13 mai 1966 à Hambourg en Allemagne, est un historien allemand, professeur de civilisation allemande à l’université de Lorraine à Metz.

## Biographie
Après son baccalauréat à Heide (Allemagne) en 1985, il fait des études de pédagogie, de français et d’histoire à l'université de Hambourg entre 1987 et 1993. En 1989 et 1990, il travaille comme assistant d'allemand à Lure (Haute-Saône). Il obtient son doctorat en histoire à l'université de Hambourg en 1995 avec une thèse intitulée « Vom Kaiserreich ins Drittes Reich. Die Kreisstadt Heide/Holstein 1890–1933 ». De 1996 à 2002, Pfeil est lecteur du DAAD a l'Institut d'allemand d'Asnières (Asnières-sur-Seine) de l'université Sorbonne Nouvelle - Paris 3. Chercheur post-doc à l'Institut historique allemand de Paris, il soutient en 2002 une habilitation avec un travail sur les relations entre la France et la RDA: « Die ‚anderen‘ deutsch-französischen Beziehungen. Die DDR und Frankreich 1949–1990 ». En 2003, il est professeur invité au 1er cycle franco–allemand de Sciences Po Paris à Nancy. En 2005, il est élu professeur de civilisation allemande à l'université Jean-Monnet-Saint-Étienne. Depuis septembre 2010, il est professeur à l'université de Lorraine. De septembre à décembre 2020 il a été Senior Research Fellow au Leibniz-Institut für Europäische Geschichte à Mayence.

## Livres
Monographies
- Vom Kaiserreich ins »Dritte Reich«. Heide 1890–1933, Heide 1997, 482 pages
- Von der roten Revolution zur braunen Diktatur. Heide zwischen 1918 und 1935. Quellen, Texte und Abbildungen für die Sekundarstufe I (herausgegeben von der GEW Heide), Heide 1997, 81 pages
- « Comme un coup de tonnerre dans un ciel d’été ». Französische Reaktionen auf den 17. Juni 1953. Verlauf – Perzeptionen – Interpretationen (Kleine Schriftenreihe der Historischen Kommission zu Berlin, Heft 8), Berlin, Berliner Wissenschaftsverlag, 2003, 78 pages
- Die »anderen« deutsch-französischen Beziehungen. Die DDR und Frankreich 1949–1990 (Zeithistorische Studien des Zentrums für Zeithistorische Forschung Potsdam, Bd. 26), Köln, Böhlau, 2004, 704 pages
- Vorgeschichte und Gründung des Deutschen Historischen Instituts Paris. Darstellung und Dokumentation, Ostfildern, Thorbecke, 2007, 478 Seiten
- (avec Corine Defrance), Deutschland und Frankreich, vol 10: Eine Nachkriegsgeschichte in Europa (1945–1963), Darmstadt, Wissenschaftliche Buchgesellschaft, 2011, 336 pages
- (avec Corine Defrance), Histoire franco-allemande, vol. 10: Entre guerre froide et intégration européenne. Reconstruction et rapprochement 1945–1963, Villeneuve d’Ascq, Septentrion, 2012, 350 pages
- (avec Corine Defrance), 50 Jahre Deutsch-Französisches Jugendwerk / L’Office franco-allemand pour la jeunesse a 50 ans, édité par l'OFAJ, Berlin, Paris 2013, 131 pages

Ouvrages collectifs
- La RDA et l’Occident 1949–1990, Asnières, PIA, 2000, 536 pages
- Die DDR und der Westen. Transnationale Beziehungen 1949–1989, Berlin, Ch. Links, 2001, 360 pages
- avec Corine Defrance (éd.), Le traité de l'Élysée et les relations franco-allemandes 1945 – 1963 – 2003, Paris, CNRS Éditions, 2005, 268 pages
- avec Corine Defrance (éd.), Der Élysée-Vertrag und die deutsch-französischen Beziehungen 1945 – 1963 – 2003, München, Oldenbourg, 2005, 291 pages
- Deutsch-französische Kultur- und Wissenschaftsbeziehungen im 20. Jahrhundert. Ein institutionengeschichtlicher Ansatz, München, Oldenbourg, 2007, 396 pages
- Das Deutsche Historische Institut Paris und seine Gründungsväter. Ein personengeschichtlicher Ansatz, München, Oldenbourg, 2007, 343 pages
- Die Rückkehr der deutschen Geschichtswissenschaft in die ›Ökumene der Historiker‹. Ein wissenschaftsgeschichtlicher Ansatz, München, Oldenbourg, 2008, 343 pages
- avec Hans Manfred Bock, Corine Defrance und Gilbert Krebs (éd.), Les jeunes dans les relations transnationales. L’Office franco-allemand pour la jeunesse 1963–2008, Paris, PSN, 2008, 467 pages
- avec Jean-Paul Cahn (éd.), Allemagne 1945–1961. De la « catastrophe » à la construction du Mur, Villeneuve d’Ascq, Septentrion, 2008, 250 pages
- avec Jean-Paul Cahn (éd.), Allemagne 1961–1974. De la construction du Mur à l’Ostpolitik, Villeneuve d’Ascq, Septentrion, 2009, 402 pages
- avec Jean-Paul Cahn (éd.), Allemagne 1974–1990. De l’Ostpolitik à l’unification, Villeneuve d’Ascq, Septentrion, 2009, 329 pages
- Football et identité en France et en Allemagne, Villeneuve d’Ascq, Septentrion, 2010, 260 pages
- Mythes et tabous des relations franco-allemandes au XXe siècle / Mythen und Tabus der deutsch-französischen Beziehungen im 20. Jahrhundert, Berne, Peter Lang, 2012, 312 pages
- avec Corine Defrance (éd.), La construction d'un espace scientifique commun ? La France, la RFA et l'Europe après le « choc du Spoutnik », Brüssel, Peter Lang, 2012, 321 pages
- avec Corine Defrance (éd.), La France, l’Allemagne et le traité de l’Élysée, 1963–2013, Paris, CNRS Éditions, 2012, 503 pages
- avec Françoise Lartillot (éd.), Constructions de l'espace dans les cultures d'expression allemande, Bern, Peter Lang, 2013, 467 pages
- avec Nicole Colin, Corine Defrance et Joachim Umlauf (éd.), Lexikon der deutsch-französischen Kulturbeziehungen nach 1945, Tübingen, Narr, 2013 (2e édition 2015), 512 pages
- avec Anne Kwaschik (éd.), Die DDR in den deutsch-französischen Beziehungen, Bruxelles, Peter Lang, 2013, 453 pages
- avec Corine Defrance et Andreas Wilkens (éd.), Willy Brandt. Un projet pour l'Allemagne (1913-1992) (Schriftenreihe der Bundeskanzler-Willy-Brandt-Stiftung, Bd. 28), Berlin, Bundeskanzler-Willy-Brandt-Stiftung, 2014, 135 pages
- avec Christin Niemeyer (éd.), Der deutsche Film im Kalten Krieg = Cinema allemand et guerre froide, Bruxelles, Peter Lang, 2014, 339 pages
- avec Dietmar Hüser (éd.), Populärkultur und deutsch-französische Mittler / Culture de masse et médiateurs franco-allemands. Akteure, Medien, Ausdrucksformen / Acteurs, médias, articulations (Jahrbuch des Frankreich-Zentrums Saarbrücken 14/2014), Bielefeld, Transcript, 2015, 343 pages
- avec Corine Defrance (éd.), Verständigung und Versöhnung nach dem „Zivilisationsbruch“? Deutschland in Europa nach 1945, Bruxelles, Peter Lang, 2016 (Bonn, Bundeszentrale für politische Bildung, 2016), 854 pages
- avec Nicole Colin, Corine Defrance et Joachim Umlauf (éd.), Le Mur de Berlin. Histoire, mémoires, représentations, Bruxelles, Peter Lang, 2016, 326 pages.
- avec Franziska Flucke et Bärbel Kuhn (éd.), Der Kalte Krieg im Schulbuch, St. Ingbert, Röhrig, 2017, 342 pages.
- avec Corine Defrance et Bettina Greiner (éd.), Die Berliner Luftbrücke. Erinnerungsort des Kalten Krieges, Berlin, Christoph Links Verlag, 2018, 360 pages.
- avec Corine Defrance (éd.), Länderbericht Frankreich. Bundeszentrale für politische Bildung, Bonn 2021, 608 pages.
- Anne Couderc, Corine Defrance (éd.), La réconciliation / Versöhnung. Histoire d’un concept entre oubli et mémoire / Geschichte eines Begriffs zwischen Vergessen und Erinnern, Peter Lang, Brüssel 2022, 358 pages.
- avec Nicole Colin, Corine Defrance et Joachim Umaluf (éd.), Dictionnaire des relations culturelles franco-allemandes depuis 1945, Septentrion, Lille, 2023, 672 pages.